# 하이니 샌드
존 헨리 "하이니" 샌드(영어: John Henry "Heinie" Sand, 1897년 7월 3일~1958년 11월 3일)은 미국의 프로 야구 선수로, 포지션은 유격수였다. 1923년부터 1928년까지 6시즌 동안 메이저 리그 베이스볼(MLB)의 필라델피아 필리스에서 뛰었다. 통산 848경기에 출전했는데 그중 772경기를 유격수로 출전했으며, 통산 781안타, 18홈런, 457득점, 215타점, 21도루, 타율 .258, 출루율 .343, 장타율 .344를 기록했다.

## 생애
샌드는 미국 캘리포니아주 샌프란시스코에서 태어났으며, 1918년부터 1922년까지 퍼시픽 코스트 리그(PCL)의 솔트레이크시티 비스에서 뛰었다. 솔트레이크시티 시절 무보살 삼중살을 만들어내기도 했다.
샌드는 1924년 시즌 말미에 발생했던 도박 승부조작으로 케네소 마운틴 랜디스 커미셔너가 두 명의 인물에게 영구 제명 조치를 내린 일련의 사건으로 가장 잘 알려져 있다. 샌드는 PCL에서 뛸 당시 지미 오코넬과 아는 사이였다. 필라델피아 필리스가 우승 경쟁에서 멀어져 있던 1924년 9월 23일, 뉴욕 자이언츠 소속의 오코넬은 샌드에게 "경기를 봐줄 경우" 500달러를 주겠다고 제안했다. 이를 알게 된 랜디스 커미셔너는 청문회를 열었다. 오코넬은 뇌물 제안을 했던 사실을 인정했고, 코지 돌란 자이언츠 코치도 이 계획에 연루되어 있음을 밝혔다. 결국 랜디스 커미셔너는 오코넬과 돌란을 영구 제명했다.
샌드는 프로 커리어 동안 유격수로 세 차례 삼중살에 관여했다. 1924년 7월에는 하이니 그로의 타구를 삼중살로 만드는 데 관여했다.
1929년, 인터내셔널 리그의 로체스터 레드윙스에서 샌드를 영입했다. 로체스터에서 한 시즌을 뛴 후인 1929년 11월에 볼티모어 오리올스로 팔렸다. 볼티모어에서는 1930년부터 1933년까지 뛰었다. 1934년 시즌 PCL의 미션 레즈에서 뛰고 선수 생활을 마무리했다.
샌드의 통산 기록에서 가장 눈에 띄는 부분은 삼진을 많이 당하는 타자였다는 사실이다. 1923년 루키 시즌 당시 56삼진(내셔널 리그(NL) 5위), 1924년 57삼진(NL 3위), 1925년 65삼진(NL 2위), 1926년 56삼진(NL 6위), 1927년 59삼진(NL 3위), 1928년 49삼진(NL 9위)로, 메이저 리그에서 뛰었던 모든 시즌에서 삼진 부문 10위 이내에 들었다.
볼넷를 많이 얻어내는 타자이기도 했는데, 1923년 82볼넷(NL 2위), 1924년 52볼넷(NL 10위), 1925년 64볼넷(NL 6위), 1926년 66볼넷(NL 2위)를 기록했다.
1926년에는 99득점으로 이 부문 내셔널 리그 3위에 올랐다. 또한 매 시즌마다 최소 120경기 이상 출전하면서 400타수 이상을 기록했다.
야구계에서 은퇴한 뒤에는 배관 사업에 종사했으며, 샌프란시스코에 있는 가장 오래된 배관 회사 중 한 곳에서 일했다.
1958년 11월, 샌드는 샌프란시스코에 있는 세인트 메리 병원에서 61세의 나이로 세상을 떠났다.